# Mac Paperin
Mac Paperin di Bosco Scuro è un personaggio creato da Marco Rota nella storia Paperino e il Piccolo Krack, pubblicata sull'Almanacco Topolino numero 228 del 1975. Sosia in tutto e per tutto di Paperino, di cui è considerato da alcuni un antenato, è il capo di una guarnigione che, durante l'Alto Medioevo, difende la Caledonia dalle scorrerie dei Vichinghi, durante il regno del sovrano Pokus Mac Bonus. Suo inseparabile compagno di avventure è un simpatico e muscolosissimo energumeno, soprannominato ironicamente Piccolo Krack. Rota ha continuato a scrivere storie del suo personaggio anche dopo il suo passaggio alla casa editrice danese Egmont, che ancora oggi pubblica storie con protagonista Mac Paperin (la più recente nel 2006, Tax Problems, edita per la prima volta in Italia su Topolino 3230 del 18 ottobre 2017, col nome di Problemi di Tasse).
Alcune storie del personaggio sono state pubblicate anche negli Stati Uniti, dove, nel 1993, il personaggio, noto in inglese col nome di Andold Wild Duck, è anche apparso sulla copertina di Donald Duck Adventures, disegnata per l'occasione da Don Rosa.